# Kleine Pfeilschnecke
Das Kleine Pfeilschnecke (Curtitoma trevelliana, häufige Synonyme: Lora trevelliana, Oenopota trevelliana und Bela trevelyana) ist eine vorwiegend in arktischen Gewässern verbreitete Schnecke aus der Familie der Mangeliidae, die wie die verwandten Kegelschnecken zu den Pfeilzünglern (Conoidea) gehören. Die Schnecke frisst Vielborster, die sie mit ihren Radulazähnen harpuniert.

## Merkmale
Die Kleine Pfeilschnecke trägt ein recht dünnes, eiförmig-spindelförmiges, leicht bauchiges Schneckenhaus, das bei ausgewachsenen Schnecken etwa 6 bis 13 mm Länge erreicht. Das Gehäuse hat rund 6 Umgänge, die oberhalb der Schulter leicht abgeflacht sind. Die Gehäusemündung ist oben und unten fast gleich zusammengezogen, ihre äußere Lippe unterhalb der Schulter leicht eingebogen. Die Oberfläche der Schale ist mit unauffälligen, kreuzweise verlaufenden Längsfalten, die zur Mitte des Körperumgangs hinfällig werden, und mit feinen, dichten, spiralig verlaufenden Streifen skulpturiert. Die annähernd eiförmige Gestalt ist auch durch das recht kurze Gewinde und den kurzen Siphonalkanal bedingt. Der Analsinus ist eng und liegt nahe bei der Wand des Körperumgangs. Vom Treppengiebelchen unterscheidet sich die Kleine Pfeilschnecke durch ihre deutlich geringere Größe, die undeutlicher abgestuften Umgänge, das kürzere Gewinde und die größere Anzahl an Falten (oder Rippen). Das Gehäuse ist weißlich gefärbt.

## Verbreitung
Die Kleine Pfeilschnecke ist arktisch und circumboreal im Arktischen Ozean in der Barentssee mit der Küste der Novaja Zemlja, in der Beaufortsee, der Beringstraße und im Europäischen Nordmeer verbreitet, doch reicht ihr Verbreitungsgebiet im Atlantischen Ozean entlang des östlichen Kanada bis Maine (USA), zur Nordsee mit Norwegen, Schweden und den Britischen Inseln, im Pazifischen Ozean bis Kalifornien und zum Japanischen Meer.
Die Schnecke lebt unterhalb der Gezeitenzone in Meerestiefen von 20 bis 200 m auf sandigen Untergründen.

## Entwicklungszyklus
Wie bei anderen Neuschnecken wird auch bei der Kleinen Pfeilschnecke das Weibchen vom Männchen mit dessen Penis begattet, und es findet innere Befruchtung statt. Das Weibchen legt Eikapseln ab, aus denen frei schwimmende Veliger-Larven schlüpfen. Diese metamorphosieren erst nach einer pelagischen Phase zu kriechenden Schnecken.

## Nahrung und Fressfeinde
Die Kleine Pfeilschnecke ist wie alle Pfeilzüngler eine räuberische Schnecke, deren Radula mit Giftzähnen besetzt ist. Das gibt ihr die Möglichkeit, das Opfer zu lähmen und dann zu töten. Als Beutetiere wurden ausschließlich Vielborster (Polychaeta), und zwar vorwiegend aus der Familie Spionidae beobachtet, die mit einem modifizierten Radulazahn harpuniert werden und an diesem hängen bleiben, bevor sie verschlungen werden. Zu den wichtigsten Fressfeinden der Kleinen Pfeilschnecke zählen Mondschnecken, die das Gehäuse ihres Opfers durchbohren.